# Wendy Starland
Wendy Starland est une chanteuse, autrice-compositrice et productrice américaine née à New York en 1981. Elle a été distinguée par le Songwriters Hall of Fame, a été nommée « Best Emerging Artist » par VH1 et a participé à l'album lauréat d'un Grammy Award Last Night de Moby. En outre, elle a découvert et participé au lancement de la carrière de Lady Gaga.